# Hahnia insulana
Hahnia insulana är en spindelart som beskrevs av Schenkel 1938. Hahnia insulana ingår i släktet Hahnia och familjen panflöjtsspindlar.
Artens utbredningsområde är Madeira. Inga underarter finns listade i Catalogue of Life.